# Système réticulaire
Cet article court présente un sujet plus développé dans : Système cristallin.
Un système réticulaire est un système de classement des cristaux dans l'espace tridimensionnel à partir de la maille élémentaire de leur réseau de Bravais. Il est étroitement lié au système cristallin, mais ne s'y superpose pas complètement, car les systèmes cristallins regroupent les cristaux partageant des symétries communes, ce qu'illustre le fait qu'un cristal trigonal, caractérisé par la présence de symétries 3, 3, 32, 3m et 3m, peut avoir un réseau rhomboédrique (cas de la dolomite) ou hexagonal (cas du quartz α), tandis qu'un réseau hexagonal peut être sous-jacent à un cristal à symétries trigonales, comme le quartz, ou hexagonales, comme le béryl, qui présente les symétries 6, 6, 6/m, 622, 6mm, 6m2 et 6/mmm.
|                                          |                           |                           |                           |                           |                           |                              |                              |                           |
| Classement des cristaux tridimensionnels |                           |                           |                           |                           |                           |                              |                              |                           |
| Famille cristalline                      | Triclinique               | Monoclinique              | Orthorhombique            | Tétragonale               | Hexagonale                | Hexagonale                   | Hexagonale                   | Cubique                   |
| Système cristallin                       | Triclinique               | Monoclinique              | Orthorhombique            | Tétragonal                | Trigonal                  | Trigonal                     | Hexagonal                    | Cubique                   |
| Système réticulaire                      | Triclinique               | Monoclinique              | Orthorhombique            | Tétragonal                | Rhomboédrique             | Hexagonal                    | Hexagonal                    | Cubique                   |
| Paramètres cristallins                   | a ≠ b ≠ c α ≠ β ≠ γ ≠ 90° | a ≠ b ≠ c α = γ = 90° ≠ β | a ≠ b ≠ c α = β = γ = 90° | a = b ≠ c α = β = γ = 90° | a = b = c α = β = γ ≠ 90° | a = b α = β = 90° ; γ = 120° | a = b α = β = 90° ; γ = 120° | a = b = c α = β = γ = 90° |